# Ковальчук, Тарас
Тарас Ковальчук (род. 1987) — ресторанный и тревел-журналист, гастрономический обозреватель, редактор. Пишет о гастрономии, ресторанах и культуре путешествий с 2012 года. Публиковался в российских, польских и международных изданиях, включая Time Out, Restorating, Falstaff International, Posta Magazine, Restoclub, Линия полёта, Собака, Яндекс.Еда, MaleMag.
Принимал участие в профессиональных гастрономических жюри и открытых лекториях. Входит в экспертные советы гастрономических премий.

## Биография
Родился в 1987 году в семье академика РАЕН Владислава Вильгельмовича Хлебовича. Получил диплом сомелье в школе Enotria. Живёт и работает в Варшаве (Польша).

### Карьера
С 2012 года работал ресторанным редактором в Time Out St. Petersburg и вёл авторскую программу на радио Neva FM. В 2014—2017 годах был главным редактором сайта Restorating, где отвечал за структуру, редакционную политику и координацию работы авторов. Позднее продолжил сотрудничество с проектом как креативный редактор и колумнист.
С 2018 по 2022 год вёл гастрономическое и тревел-направление в печатном бортовом журнале «Линия полёта», публикуя авторские материалы о ресторанах, культуре еды и путешествиях. Параллельно начал сотрудничество с международным изданием Falstaff International, где писал как на английском, так и на немецком языках — в том числе гастрономические гайды по Польше.
Продолжает активную работу как гастрономический обозреватель и автор репортажей для международных изданий.

### Награды
- Лауреат премии Where to Eat Russia в категории «Лучший ресторанный обозреватель Санкт-Петербурга»[11]